# Добротица (област Силистра)
 Тази статия е за селото в област Силистра.  За другото българско село с това име вижте Добротица (област Търговище).  За други значения вижте Добротица (пояснение).
Добротица е село в Североизточна България. То се намира в община Ситово, област Силистра с 358 жители (към 31 декември 2014). Площта на селото е 30 341 km2 (НСИ). Пощенския код е 7531. Телефонния код е 086622 от България и 0035985622 от чужбина. Преди селото е било към Дуловска околия, Русенски окръг.

## География
Село Добротица се намира в долина в Добруджа. Климатът е умерено-континентален, с горещо лято и студена зима. Преобладават северозападните и западните ветрове. Средната месечна скорост на вятъра е 1.9 m/s. За валежите на територията е характерно наличието на екстремуми: минимум и максимум, очертаващи се съответно през месеците май, юни, юли, август и през месеците януари, февруари и март. Средната годишна температура е 14С.
Преобладават естествените широколистни насаждения – цер, габър, ясен, клен, дъб, акация. Изкуствено създадени са гори с червен дъб, липа, явор, орех, топола. Около селото има широколистни гори, където се срещат пернат дивеч, зайци, чакали, лисици и др. В землището на селото има два не много добре зарибени язовира, където се лови шаран, каракуда.
Наблизо има четири вековни дървета. Със статут на защитена територия са находището на див божур и недалече „Острата канара“.

## История
Старото име на Добротица е Хаскьой. Турското име Хаскьой се състои от две части, а именно: Хас означава нещо, което е присъщо само на този обект, т.е. различен от другите подобни, „истинско село“, „хубаво село“. Другата версия е, че тя е един вид „титла“, давана на някои селища в онова време с цел събиране на някакви данъци върху добит годишен доход над определена стойност, „владетелско село“. Втората част, Кьой, е буквалният превод на понятието село. След освобождението с указ на Народното събрание от 25 май 1880 г. село Хаскьой става околийски център с 67 съставни села. През периода 1930 – 33 г. селото е център на самостоятелна община с 19 села. От 1 януари 1941 г. без прекъсване е общински център до 1978 г., когато се присъединява към селищна система – Ситово, като кметство. Преброяване на населението: 1934 – 1468 жители, 1946 – 1417, 1956 – 1440, 1970 – 1800, 1985 – 1108, 1992 – 800 и 2001 – 644 жители.
Край Добротица се намират надгробни могили, от времето на траките. Добротица се намира в римската провинция Селетика.

## Обществени институции
Селото разполага с училище, църква, читалище и библиотека, поща, полицейски участък, няколко магазина.
- Подготовката за църковния строеж на църквата „Свети свети Кирил и Методий“ започва през 1897 – 1898 г. Строежът започва в началото на 1899 г. Майстори, зидари и зографи са били от Македония. Главен майстор е Василий, също Кузман, синът му Симеон, Ефтимий и Янаки. Зограф е Георги Тачев, изработил 2 икони. Останалите икони са пренесени от Велико Търново. Строежът на църквата завършва през 1900 г. На 11 май 1901 г. църквата е осветена от митрополит Василий Доростолски и Червенски. В църковния двор на храма „Св. св. Кирил и Методий“ има символични погребения „кенотафи“.
- Училище „Отец Паисий“ – построено през 1882 г.
- 1899 г. – създадено е читалището в Добротица

## Културни и природни забележителности
Селото се намира на около 15 km от резервата Сребърна. Около Добротица има места за излети, екотуризъм и селски туризъм, като едни от добрите местности за отдих са Острата канара, до която е изградена екопътека и Дядоминковата дупка.
- Бабаджановата чешма – намираща се в близост до Преселската махала и стихотворението „Вода“, издълбано на титулния камък над чучура ѝ.
- На 1 км югоэападно от селото, в котловината „Чардаклии“, са останали 2 чешми, някога са били пет.
- Природна забележителност „Острата канара“.
- Защитена местност „Горната кория“ се намира на север от селото.
- 4 защитени вековни дървета в района на село Добротица.

## Други
- 24 май – събор
- Овощни градини
- Винарска изба „Опрев“
- Биосферен резерват „Сребърна“. Намира се на около 15 km от Добротица